# Powiat Skalica
Powiat Skalica (słow. okres Skalica) – słowacka jednostka podziału administracyjnego znajdująca się w kraju trnawskim.
Powiat Skalica zamieszkiwany jest przez 46 757 obywateli (w roku [2002) i zajmuje obszar 359 km². Średnia gęstość zaludnienia wynosi 130,24 osób na km².
Miasta: Gbely, Holíč i powiatowe Skalica.